# Pyrrhula leucogenis
Pyrrhula leucogenis е вид птица от семейство Чинкови (Fringillidae).

## Разпространение
Видът е разпространен във Филипините.